# Combat de Berkara
Insurrection de Boko Haram
Batailles
Le combat de Berkara a lieu le 25 mai 2019 pendant l'insurrection de Boko Haram.

## Déroulement
Le 25 mai 2019, des djihadistes de l'État islamique en Afrique de l'Ouest lancent une attaque contre une position de l'armée tchadienne à Berkara, près de Ngouboua. Les soldats tchadiens parviennent cependant à repousser l'assaut,.
Après les combats, une délégation d'officiels de l'armée tchadienne, accompagnée d'un journaliste de la télévision nationale, se rend les lieux de l'attaque « pour remonter le moral des troupes » selon le secrétaire général de la province du Lac Tchad, Dimouya Soiapebé, mais en chemin un véhicule du convoi explose sur une mine,. 

## Pertes
Selon le porte-parole de l’armée tchadienne, le colonel Azem Bermandoa, 23 djihadistes sont tués lors de l'attaque. Le bilan est confirmé par une source sécuritaire tchadienne de l'AFP. Selon cette même source, l'armée tchadienne compte quant à elle au moins quatre morts : un pendant l'attaque nocturne et trois des suites de l'explosion de la mine,.
Un cadreur de la télévision nationale, Obed Nangbatna, est également mortellement blessé par l'explosion de la mine.